# جمعية علماء باكستان
جَمْعِيَّةُ عُلَمَاءِ بَاكِسْتَان (بالأردية: جمعیت علماءِ پاکستان، أو: جمعیت علمائے پاکستان)، هو حزب سياسي في باكستان يُنظر إليه عادة على أنه أداة سياسية للطائفة البريلوية الصوفية.

## التاريخ
تأسس بعد تأسيس باكستان في عام 1948 من قبل محمد عبد الغفور هزاروي وأبو الحسنات السيد محمد أحمد قادري. كان في الأصل باسم المؤتمر السني لعموم الهند ثم تحول إلىجمعية علماء باكستان على مستوى باكستان في مارس 1948. وترأس الحزب محمد عبد الغفور هزاروي حتى عام 1970، وخلفه عبد الحميد قدري بديوني، وخواجة قمر الدين سيالفي، وبير سيد فايز حسن شاه وعبد الستار خان نيازي وشاه أحمد نوراني وشاه أنس نوراني حتى استقالته في مارس 2008.

### الأداء الانتخابي
كانت جمعية علماء باكستان جزءًا من تحالف «مجلس العمل المتحد»، والذي حصل على 11.3٪ من الأصوات الشعبية و53 من أصل 272 عضوًا منتخبًا في الانتخابات التشريعية الباكستانية في 20 أكتوبر 2002، و2.21٪ من الأصوات الشعبية و7 من 272 عضوًا منتخبًا في فبراير 2008. في 12 مايو 2009 كون تحالف مع ثمانية أحزاب تنتمي للطائفة البريلوية لـ «محاربة حركة طالبان باكستان». وفي انتخابات 2013 حصل التحالف على 0.08٪ فقط من الأصوات الشعبية ولم يحصل على مقاعد في البرلمان.